# 戦闘 (コンピュータゲーム)
コンピュータゲームにおける戦闘（せんとう）とは、プレイヤーの操作するキャラクターなどが敵のキャラクターなどと戦う場面のことである。ここでは特に、ロールプレイングゲーム（以下RPG）やシミュレーションゲーム（以下SLG）について述べる。

## 概要
戦闘という行為は「相手を倒せば勝利、自分が倒されれば敗北」という具合に、プレイヤーに勝利と敗北を鮮明に認識させるに相応しい題材であり、ジャンルに関らず多くのゲームにおいて取り入れられている。
コンピュータゲームのジャンルのうち、アクションゲーム（アクションRPG含む）やシューティングゲームは、画面上に次から次へと現れる敵キャラクターをコントローラのボタン操作によって倒しながら、自機を移動させてゲームを進めていくのが普通である。プレイヤーがボタン操作しない間にも、敵は目まぐるしく移動し、攻撃を仕掛けてくる。これらのゲームを進める上では、ボタンを押すタイミングや適切な位置取りが重要で、プレイヤーの反射神経や素早い状況認識力、速断力が要求される。
RPGにおいては、キャラクターを移動させる画面（フィールド画面）と敵キャラクターと戦う画面（戦闘画面）が区別されているものがほとんどである。このようなゲームでは、主人公が敵と出会うと、自動的にフィールド画面から戦闘画面へと切り替わり、戦いが始まる。これをエンカウントという（エンカウントはランダムに発生する場合と、そうでない場合がある。詳しくはリンク先を参照）。そして主人公たちが敵を全て倒す、あるいは敵から逃げることに成功するなどの条件が達成されると戦闘が終了し、戦闘画面から再びフィールド画面へと切り替わるようになっている。アクションゲームなどとは違い、プレイヤーがボタン操作しない間は敵側の行動は行われない。また、ゲーム製作者の手によって、ゲームを攻略する上で必ず通過するように用意されている戦闘シーンとしてイベント戦闘がある。
SLGにおいては、攻撃だけでなく移動のコマンド指示も行うが、RPGと同様にプレイヤーがボタン操作しない間は敵側の行動は行われないことが多い。これらのゲームを進める上では、的確な行動やリスクと見返りを適切に見極めて有限リソースを適切に配分する思考力がプレイヤーに要求され、反射神経や速断力は要求されないのがほとんどである。

## コンピュータゲームの戦闘の特徴
コンピュータゲームの戦闘は、コンピュータゲームの元となったテーブルトークRPGやボードゲームでの戦闘を模したものであるが、それらと違い、以下のような特徴を持つ。
- ごく初期のものなど一部を除き、CGとサウンドで戦闘が描写される。
- 結果の計算が自動的になされる。そのため、結果を求める公式は、プレイに必須のルールではなく、知っていれば有利という程度の情報にすぎない。
- リアルタイム戦闘（後述）が可能である。

## 戦闘画面の形態
RPGやSLGにおける、戦闘画面の形態には主に次のようなパターンがある。
敵キャラクターだけが表示されるタイプ（フロントビュー）
主人公たち（プレイヤーキャラクター）の姿は画面に映らず、出現した敵キャラクターの姿のみが映し出される形態。敵と向き合い戦闘に臨む主人公自身の視点であり、敵キャラクターは正面を向いていることが多い。ドラゴンクエストシリーズ（『VII』以前）や真・女神転生シリーズ（『if』以前）などで採用されている。ファミコン時代初期のRPGはこの形式のものが多かった。
左右で敵と味方が向き合うタイプ（サイドビュー）
画面の左右の一方に敵キャラクターが、もう一方に敵を相手に戦う主人公たちが映し出される。戦闘を側面から見る第三者からの視点であり、敵キャラクターは主人公たちの側を向いていることが多い。ファイナルファンタジーシリーズ（『VI』以前）などで採用されている形態。
敵味方の位置がマップ上で表示されるタイプ（トップビュー、クォータービュー）
タクティカルコンバット方式（後述）を採用しているゲームに多く見られる。敵が画面上、味方が画面下側に表示される場合や、敵味方の位置に関係なく、特定の方向からの視点で表示される場合などがある。
3D方式
カメラアングルがめまぐるしく変わり、様々な角度から戦闘の様子が映し出される。『ファイナルファンタジーVII』以降のRPGは、この方式が多くなっていった。

## 戦闘のシステム
RPGやSLGにおける、戦闘シーンのシステムは主に次のようなものがある。
交互制
コマンド入力により、主人公と敵が交互に行動する戦闘システム。『ドラゴンクエスト』（第1作）など1人のキャラクターを操作するRPGで採用されている。
ターン制
味方の行動をコマンド入力で一度に指示し、コマンド入力が終わると敵・味方各キャラクターが行動を終えるまで自動で戦闘が進められるシステム。『ウィザードリィ』や初期のファイナルファンタジーシリーズなど多くのRPGで採用されている。
ターン & フェイズ制
1回のターンが複数のフェイズに分れており、各フェイズごとに1種類の行動を処理していくシステム。
リアルタイム制
戦闘シーンは常に時間が流れており、敵・味方各キャラクターがリアルタイムで行動するシステム。ファイナルファンタジーシリーズのアクティブタイムバトルシステム、テイルズ オブ シリーズのリニアモーションバトルシステムなどがあり、速断力がプレイヤーに要求される。『真・女神転生 NINE』や『ドラゴンクエストX 目覚めし五つの種族 オンライン』ではリアルタイム戦闘でありながら、システム上では従来のターン制のように一人一人が順番に行動する仕様を採用している。その為「同時に攻撃して刺し違える」という事態は起こり得ない。
タクティカルコンバット
敵・味方の「ユニット」がボードゲームの駒のような役割をする戦闘形態。普通は正方形（スクエア）ないし正六角形（ヘックス）の升目に区切られたマップ上で自軍のユニットを敵ユニットに向かって移動させ、敵のユニットが自軍のユニットの有効射程に入ったときに初めて攻撃が可能になる。攻撃時のみサイドビューなどの画面に切り替わるタイプもある。SLGの場合、各ユニットは人格を持ったキャラクターではなく単なる兵器である場合が多い。
デュエルオーダーシステム
行動を起こしたいキャラクターから順に選択することで敵に攻撃を行う。

## 能力値など
戦闘の結果を左右する能力値はステイタスと呼ばれ、主に次のようなものがある。これらは一例であり、全てのゲームがこれらの用語や定義を使用しているわけでは無い。
耐久力（HP）
ダメージを受けると減少し、0になると戦闘不能になる。 特にRPGにおいては、戦闘の勝敗を判定する決定的な要素である。
魔力（MP）
魔法を使うと減少し、不足すると魔法が使えなくなる。上位の魔法はそれだけ多くの魔力を必要とすることが多い。
攻撃力
攻撃の成功率や、敵に与えるダメージの大きさなどに関係する。
防御力
敵の攻撃を回避したり、受けるダメージを減らすことなどに関係する。
機動力
攻撃力や防御力の他、一つの行動を終えてから次の行動を起こせるまでの時間の長さなどに関係する。素早さと呼ばれることもある。タクティカルコンバットの場合は1ターンでどれだけ移動できるかを示す移動力もある。
知力
魔法の習得や成功率などに関係する。
経験値
戦闘に勝つたびに蓄積され、一定のレベルに達すると上記の各能力値（耐久力と魔力は最大値）が上昇する。
索敵範囲
タクティカルコンバットの一部にのみある数値。ユニットの現在位置からそれ以上離れた升目は見ることができない。索敵範囲外へ移動してそこに敵がいれば不意打ちされる。
また、これらの能力値を補正する以下の数値が設定されていることもある。
装備品による修正
攻撃力・防御力が上昇する代わりに、重いものほど機動力が低下する。
攻撃可能回数
弓矢や銃器などの飛び道具を中心に、「その武器を何回使えるか」が設定されていることがある。
地形効果
ランダムエンカウントの発生率や機動力が上下したり、使える魔法などが制限されたりすることがある。
属性・耐性・弱点
キャラクターあるいは攻撃手段や装備品ごとの個性のようなもの。ゾンビなどの「死体属性」のキャラクターは「聖属性」や「炎属性」の攻撃に弱い、キャラクターの属性と同じ属性の攻撃ではダメージを与えられない、またはHPが回復してしまう、といった設定。明示されている場合とされていない場合があるが、されていない場合でも見た目やネーミングから予想できるようになっていることが多い。

## 戦闘時の行動
攻撃
敵の耐久力を減らす行動。
通常攻撃（直接攻撃）
素手、または剣などによる攻撃。タクティカルコンバットの場合は隣接する升目への攻撃。
間接攻撃
弓矢などによる攻撃。タクティカルコンバットの場合は離れた升目への攻撃。通常攻撃とは別のフェイズで処理する場合と、同じフェイズ（またはターン）で処理する場合がある。空を飛ぶ敵は弓矢などの間接攻撃が弱点という設定がなされている例もある。
範囲攻撃
間接攻撃の一種で、マップ上の一定範囲あるいはすべての敵にダメージを与えるもの。後者は特に全体攻撃と呼ぶ。範囲内の味方を巻き込む場合もある。
特殊攻撃
何らかの魔法や特殊能力、アイテムなどによる攻撃。耐久力以外の能力値や相手のステータス（状態）を変化させる場合もある。
反撃
状況次第で敵の行動に対応して反撃が行える。当然、対象を攻撃可能な状態でなければならない。ゲームによっては間接攻撃や特殊攻撃に対しては反撃が不可能な設定となっている例もある。
回復・補給
自分や仲間の耐久力・魔力・攻撃可能回数などを増やしたり（ただし、上限値を越えることはできない）、ステータスの異常を元に戻したりする行動。回復アイテムや治癒魔法などを用いるほか、タクティカルコンバットの場合はそこにいると自動的に回復・補給できるポイントがマップ上に用意されていることが多い。
戦闘補助
攻撃力・防御力・機動力などを一時的に上昇させたり、敵の能力値や弱点を探ったりといった行動。
逃走
主にRPGにおいて戦闘を中断するための行動。なお多くのゲームの場合、ボスキャラからは逃げられない。また一般の戦闘においても必ず逃げられるとは限らず、逃走に失敗した場合には1ターン行動不能になる等のペナルティを受ける場合がある。SLGにおいて部隊を戦場から離脱させる「退却」なども逃走の一種と言えるが、こちらの場合は部隊をマップの端など特定の位置に移動させてからでないと退却できない場合がある。また退却に失敗した場合は部隊の指揮官が敵に捕縛され、部隊は消滅してしまうことが多い。
占領
タクティカルコンバットの一部に存在する行動。中立または敵しか利用できない状態の回復・補給ポイントを自分たちが利用できる状態にする。都市や陣地など、占領することにより敵を全滅させずとも勝利を収めることができる戦略目標的な施設が存在することもある。
生産・配備
SLGにのみ存在する行動。兵器ユニットを生産し、自軍の回復・補給ポイントに投入する。